# 永山喜緑
永山 喜緑 （ながやま きろく）は、日本の総理府官僚。内閣官房内閣審議官等を経て、沖縄開発事務次官を務めた。退官後、平和祈念事業特別基金理事長。

## 人物
1962年横浜国立大学学芸学部卒業、総理府入庁。統計畑を歩んだ。1992年から沖縄開発庁総務局長を、1993年からは沖縄開発事務次官を務めた。退官後、沖縄開発庁顧問、平和祈念事業特別基金理事長、総務庁青少年対策本部代表団団長、青少年国際交流推進センター理事等を務めた。

## 略歴
- 1961年 国家公務員採用上級甲種試験（数理・統計）合格
- 1962年 横浜国立大学学芸学部物理専攻卒業、総理府入庁
- 1978年 総理府大臣官房参事官兼内閣官房内閣審議官（内閣広報室）
- 1984年 統計センター経済製表部長
- 1985年 沖縄開発庁沖縄総合事務局次長
- 1987年 総務庁統計局統計情報課長
- 1987年 総務庁青少年対策本部企画調整課長
- 1989年 総務庁恩給局次長
- 1991年 沖縄開発庁沖縄総合事務局長
- 1992年 沖縄開発庁総務局長
- 1993年 沖縄開発事務次官
- 1995年 退官、沖縄開発庁顧問
- 1998年 平和祈念事業特別基金理事長